# Сіверс Еммануїл Карлович
Граф Еммануїл Карлович Сіверс (рос. Эммануил Карлович Сиверс; латис. Emanuels fon Zīverss; нар. 27 квітня (9 травня) 1817, Стара Водолага, Слобідсько-Українська губернія — 12 травня (25 травня) 1909, Венден Ліфляндська губернія) — російський сенатор, обергофмейстер Високого двору та дійсний таємний радник латиського походження.

## Біографія
Еммануїл Сіверс народився в сім'ї Карла Карловича Сіверса в маєтку Стара Водолага, Валківського повіту Слобідсько-Української губернії 27 квітня (9 травня) 1817 року. Походив з дворян Ліфляндської губернії.

### Служба
У службу вступив 2 вересня 1835 року. В 1841 отримав звання камер-юнкера, в 1848 — камергера. Дійсний статський радник з 8 квітня 1851 року. З 1856 по 1877 рік був директором Головного управління духовних справ іноземних сповідань Міністерства внутрішніх справ. З 30 серпня 1860 — таємний радник; з 1864 — гофмейстер. 1873 року призначений сенатором. У 1877 став обергофмейстером Високого двору і, з 17 квітня — дійсним таємним радником. У родовому замку, що знаходився у Вендені, збагатив бібліотеку і збільшив картинну галерею садиби. 1878 року заснував тут пивоварний завод.
Помер 12 (25) травня 1909 року у Вендені.

## Особисте життя
З 1 травня 1847 був одружений з Єлизаветою Йосипівною Кошкуль (1822—1901). Мав 3 дітей: Еммануїл (1848—1918), Єлизавета (1850—?), Олександр (1851—1935).

## Нагорода
- 1855 — Орден Святого Станіслава 1-го ступеня
- 1856 — Орден Святої Анни 1-го ступеня
- 1858 — Орден Святого Володимира 2-го ступеня
- 1867 — Орден Білого Орла
- 1868 — Орден Білого сокола
- 1873 — Орден Червоного орла
- 1875 — Орден Залізної Корони 1-го ступеня
- 1891 — Орден Святого Олександра Невського